# Демирчян, Норайр Затикович
Норайр Затикович Демирчян (Норайр Демерчан) (23 октября 1945, Ереван — 2002, Париж, Франция) — советский футболист, вратарь. Мастер спорта СССР.
В 1963 году был в составе ереванского «Арарата». Играл в низших лигах за «Лернагорц» Кафан (1964) и «Ширак» Ленинакан (1965—1966). 3 сентября 1966 года дебютировал в чемпионате СССР в составе «Арарата» — в гостевом матче против «Торпедо» Кутаиси (1:3) заменил после перерыва Абрамяна. За 11 лет сыграл за «Арарат» в чемпионате 95 игр. Завершил карьеру во второй лиге в «Шираке» в 1977—1978 годах.
Обладатель приза «Лучшие дебютанты сезона» (1967).
Провёл два матча в еврокубках, в которых выходил на замену во втором тайме.
Сын Артур (род. 1970) — также футболист.